# Gabrielle Richards
Gabrielle Ann Richards (nacida el 19 de noviembre de 1984 en Melbourne, Australia) es una jugadora de baloncesto australiana. Con 1.88 metros de estatura, juega en la posición de pívot.